# Brsjaci
Brsjaci (Berziti, Verziti) su bili južnoslavensko pleme koje se prvi put spominje pod imenom Verzeti ili Velegezeti u djelu Čuda sv. Dimitrije, vezano za opsadu Soluna. U 799. godini, slavenski knez Akamir zajedno s Heladicima (današnji Grci) organizira urotu protiv bizantske carice Irene. Akamir je u to doba bio neovisni slavenski plemić u oblasti Verzetija, koja se nalazila u Tesaliji. Prisutnost slavenskih plemstva u Tesaliji potvrđena je arheološkim nalazima iz 7. – 9. stoljeća, gdje je dokazana prisutnost velikog broja ranih slavenskih toponima. 

## Podrijetlo Brsjaka
Brsjaci, kao i ostali Slaveni u Makedoniji, pripadaju južnoj slavenskoj grupi takozvanih Sklavina. Oni su jedno od osam slavenskih plemena koja naseljuju područje Makedonije: Brsjaci, Vajoniti, Dragoviti, Rinhini, Sagudati, Smoljani, i Strumjani. Bavarski geograf Bavarus iz 9. stoljeća zapaža Berzite/Verzite koji su naseljavali današnja područja istočne Njemačke, zapadne Češke i jugozapadne Poljske, točnije između gradova Baucen – Erfurt – Prag – Krakov. U 9. stoljeću, Berziti su još postojali kao zasebni etnos u srednjoj Europi i imali su 10 gradova (Verizane ciuitates X).

## Berziti
Berziti, zajedno s domorodnim makedonskim stanovništvom, su u 7. stoljeću formirali kneževinu Sklaviniju. Poznati kroničar Teofan Konfesor spominje da su Berziti kao vazali plaćali porez prvo Bizantu, a od 9. stoljeća Bugarskoj.